# 경산 환성사 대웅전
경산 환성사 대웅전(慶山 環城寺 大雄殿)은 대한민국 경상북도 경산시 하양읍 환성사의 대웅전이다. 1971년 12월 23일 대한민국의 보물 제562호로 지정되었다.

## 개요
환성사는 팔공산 기슭에 있는 절로 흥덕왕 10년(835)에 심지왕사가 처음 지었으나 고려 후기에 화재로 불타버렸다고 한다. 조선 인조 13년(1635)에 신감대사가 다시 지었으며, 광무 원년(1897) 항월대사가 다시 세운 것이 오늘에 이르고 있다.
대웅전은 환성사의 중심 건물로 앞면 5칸 ·옆면 4칸 규모이며, 지붕은 옆면에서 볼 때 여덟 팔(八)자 모양을 한 팔작지붕으로 꾸몄다. 지붕 처마를 받치기 위해 기둥 위부분에 장식하여 짜은 구조가 기둥 위뿐만 아니라 기둥 사이에도 있는 다포 양식이다. 기둥은 가운데만 굵고 높거나 크지 않고 건물의 앞면과 옆면 길이가 거의 같기 때문에 매우 안정된 비례를 이루고 있다.
내부에는 뒤쪽으로 화려한 불단이 있는데 목공예적인 장식으로 아름답다. 1976년 낡은 목재를 갈아내고 단청 무늬와 퇴색된 색채에 비슷하게 보수하였으며, 바깥쪽 단청은 새로 칠하여 옛 것과 새 것의 색이 섞여있다.
건물의 구조나 단청이 대체로 예스러움을 지니고 있는 건축물이다.

## 같이 보기
- 경산 환성사 대웅전 수미단 - 경상북도 유형문화재 제439호

## 참고 문헌
- 경산 환성사 대웅전 - 국가유산청 국가유산포털